# Trận Sông Slim
Trận Sông Slim xảy ra trong Chiến dịch Mã Lai vào tháng 1 năm 1942 giữa Lục quân Đế quốc Nhật Bản và Quân đội Anh-Ấn trên bờ biển phía tây Mã Lai.

## Hoàn cảnh
Lực lượng Nhật Bản đã xâm chiếm tây bắc Mã Lai từ miền Nam Thái Lan vào ngày 11 tháng 12 năm 1941 và phía đông Mã Lai vào ngày 7 tháng 12 năm 1941 tại Kota Bharu. Từ Thái Lan, họ đã di chuyển không ngừng xuống bờ biển phía tây Mã Lai, đánh bại mọi nỗ lực của người Anh nhằm ngăn chặn họ. Vào ngày Gíang Sinh, người Nhật đã kiểm soát toàn bộ phía tây bắc Mã Lai. Một trong những khoảnh khắc hiếm hoi mà quân Anh tìm cách gây ra bất kỳ hình thức phòng thủ hiệu quả nào chống lại chiến thuật của Nhật Bản xảy ra gần Kampar trên sông Dipang. Trong Trận Kampar, trong một trận chiến kéo dài bốn ngày đáng chú ý về hiệu quả của pháo binh Anh, quân Nhật đã phải hứng chịu thương vong nặng nề. Tuy nhiên, đến ngày 2 tháng 1, Sư đoàn Bộ binh 11 Ấn Độ đã bị bao vây bởi các cuộc đổ bộ bằng đường biển về phía nam vị trí Kampar, với số lượng đông đảo và với các lực lượng Nhật Bản cố gắng cắt đứt sư đoàn khỏi con đường đến Singapore, họ rút lui về các vị trí chuẩn bị tại Trolak 5 dặm về phía đông bắc sông Slim.

### Vị trí của người Anh tại Trolak
Phòng thủ trên đường đến Trolak bắt đầu với một hành lang dài 4 dặm tại cột 60 dặm kéo dài qua rừng rậm gần như không thể xuyên thủng đến cột 64 dặm, sau khi ngôi làng cắt qua địa hình mở hơn của điền trang Cao su Cluny trong 5 dặm trước khi đến cầu đường sắt sông Slim. Con đường sau đó uốn cong về phía đông và theo ngược dòng sông thêm 6 dặm nữa trước khi nó băng qua sông Slim tại một cây cầu đường bộ. Viên chỉ huy người Anh, Quyền Thiếu tướng Paris (thường là chỉ huy Lữ đoàn Bộ binh 12 Ấn Độ), đã mất một trong ba lữ đoàn của mình sau trận chiến tại Kampar; Lữ đoàn 5/16 hỗn hợp, sau khi rút lui qua Lữ đoàn 12, đã được chuyển đến một vị trí phòng thủ bờ biển xa hơn về phía nam để bảo vệ sườn phía tây của sư đoàn và nghỉ ngơi và tái tổ chức. Điều này khiến Paris chỉ còn Lữ đoàn 12 Ấn Độ của Trung tá Ian Stewart và Lữ đoàn 28 Gurkha của Trung tá Ray Selby, cả hai đều bị giảm sức mạnh do thương vong nặng nề trong các trận chiến trước đó tại Kampar và trên con đường Grik, để bảo vệ bờ bắc dòng sông.
Các tiểu đoàn của Stewart đang xếp thành một hàng dài hai bên đường và lan rộng trở lại qua khu rừng rậm rạp của hành lang đến phía bắc Trolak, nơi điền trang Cao su Cluny bắt đầu và nơi Stewart đặt Sở chỉ huy của mình. Trung đoàn 4/19 Hyderabad trấn giữ vị trí phía trước với chướng ngại vật chống tăng và chặn đường. Các vị trí chuẩn bị tiếp theo và cuối cùng được trấn giữ bởi Trung đoàn 5/2 Punjab. Trung đoàn 2 Argyll và Sutherland Highlanders được bố trí ở vị trí phòng thủ nhưng không có chướng ngại vật chống tăng cố định hoặc chốt chặn. Lực lượng Gurkha của Selby được trải dọc theo đường bộ và đường sắt dẫn đến cả hai cây cầu, đã được chuẩn bị để phá huỷ.

### Lực lượng tấn công Nhật Bản
Lực lượng tấn công Nhật Bản đến từ nhóm chiến đấu của Đại tá Ando (chủ yếu từ Trung đoàn Bộ binh 41) đã tiếp quản từ Trung đoàn Okabe (Trung đoàn Bộ binh 41) bị trừng phạt đã hứng chịu thương vong nặng nề trong cuộc phục kích bằng pháo binh tại Kampar, cả hai đơn vị đều thuộc Sư đoàn 5. Lực lượng tấn công bao gồm khoảng 17 xe tăng hạng trung Type 97 và 3 xe tăng hạng nhẹ Type 95 Ha-Go, dưới quyền chỉ huy của Thiếu tá Toyosaku Shimada. Shimada đã đưa ra kế hoạch, bất thường trong Thế chiến 2, về một cuộc tấn công vào ban đêm sử dụng xe tăng để dẫn đầu bộ binh, một đề xuất nguy hiểm cho xe tăng khi xem xét yếu tố tầm nhìn cực thấp sẽ cản trở tổ lái của họ.

## Trận chiến
Chiều ngày 5 tháng 1 năm 1942, hậu phương Lữ đoàn 5/16 rút qua các vị trí của Lữ đoàn 12. Ngay sau đó, lực lượng tiên phong từ Trung đoàn 42 của Đại tá Ando đã đến các vị trí Hyderabad và phát động một cuộc tấn công thăm dò đã bị đánh bại với tổn thất 60 quân Nhật chết. Ando quyết định giữ và chờ thiết giáp hỗ trợ trước khi tung ra một cuộc tấn công khác. Vào ngày 6 tháng 1, đại đội xe tăng của Thiếu tá Shimada và Shimada cầu xin Ando cho phép ông tấn công thẳng xuống đường, thay vì tuân theo chiến thuật thông thường của Nhật Bản là đánh vào bên sườn các vị trí của người Anh.

### Vị trí Lữ đoàn 12
Lúc 03:30 sáng ngày 7 tháng 1 năm 1942, dưới cơn mưa lớn, lực lượng của Shimada bắt đầu bắn phá bằng súng cối và pháo binh vào vị trí đầu tiên của quân Anh (do Trung đoàn 4/19 Hyderabad dưới quyền Thiếu tá Alan Davidson Brown, sĩ quan chỉ huy của Hyderabad, Trung tá Eric Wilson-Haffenden, đã bị thương trong một cuộc không kích trước đó). Những chiếc xe tăng bắt đầu cơ động vượt qua các chướng ngại vật phòng thủ của Anh dưới hoả lực từ Hyderabad, những người có thể gọi một số hoả lực pháo binh, phá huỷ được một chiếc xe tăng. Hyderabad mất liên lạc với sự hỗ trợ pháo binh của họ và không có bất kỳ vũ khí chống tăng nào để phòng thủ chống lại xe tăng Nhật, bộ binh của Ando từ Tiểu đoàn 3, Trung đoàn 42, đã có thể chọc thủng chốt chặn của Hyderabad. Trong vòng 15 phút, các kỹ sư Nhật Bản đã tháo dỡ chốt chặn và bộ binh của Ando đã đẩy lùi Hyderabad, những người bây giờ đã bị giảm xuống thành các nhóm rải rác. Bộ binh ngay lập tức theo sau xe tăng của Shimada, dễ dàng đánh tan Hyderabad còn lại, phân tán chúng vào rừng và đến 4 giờ sáng đã tiến về đơn vị Anh tiếp theo.
Một vài Hyderabad quay trở lại tiểu đoàn tiếp theo (Trung tá (Charles) Trung đoàn 5/2 Punjab của Cecil Deakin) cảnh báo người Punjab về những chiếc xe tăng đang tiến về vị trí của họ. Shimada mất hai xe tăng dẫn đầu của mình vì mìn và Súng trường chống tăng Boys trước vị trí Punjab giàu kinh nghiệm. Người Punjab sau đó đã tìm cách đốt cháy một chiếc xe tăng khác bằng chai cháy Molotov, chặn đường một cách hiệu quả và khiến đội quân Nhật Bản xếp chồng lên nhau, gần như cản được phía trước. Nếu pháo binh Anh (những người không được liên lạc do đường dây liên lạc bị cắt) đã được gọi vào thời điểm này trong trận chiến, đội hình của Shimada có thể dễ dàng bị chặn lại do vị trí bị xếp chồng lên nhau và dễ bị tổn thương, được bao quanh bởi rừng rậm trên con đường hẹp. Cơ hội vàng này cho người Anh đã bị mất và bộ binh của Shimada đã có thể vượt qua đơn vị Punjab của Deakin, trong khi các xe tăng tìm thấy một con đường vòng không được bảo vệ cho phép họ vượt qua các xe tăng bị phá huỷ. Người Punjab đã kìm chân Shimada cho đến khoảng 6 giờ sáng trong cuộc giao tranh ác liệt. Deakin và một số người Punjab còn lại của ông đã trốn thoát qua sông Slim, nhưng hầu hết tiểu đoàn của ông đã bị Trung đoàn 42 quét sạch.
Đến 06:30 sáng, xe tăng của Shimada đã tiếp cận tiểu đoàn tiếp theo, Tiểu đoàn 2, Argyll và Sutherland Highlanders dưới quyền Trung tá Lindsay Robertson. Các đơn vị 2 Argylls được bố trí xung quanh ngôi làng Trolak và bảo vệ Sở chỉ huy của Stewart, chỉ huy Lữ đoàn 12. Đây là một tiểu đoàn quân Anh chính quy và dày dạn kinh nghiệm, được coi là một trong những đơn vị chiến đấu trong rừng tốt nhất mà người Anh có ở Mã Lai. Argylls ở vị trí phòng thủ nhưng không có chướng ngại vật chống tăng hoặc mìn cố định. Họ chỉ có một chút cảnh báo về quân Nhật đang đến gần, nhờ sự xuất hiện của một vài sepoys hoảng loạn từ Hyderabads để dựng lên một rào cản. Ngay cả với lời cảnh báo đó, 4 chiếc xe tăng đầu tiên của Shimada đã bị nhầm lẫn là xe thiết giáp Bren thuộc đơn vị Punjab và di chuyển thẳng qua Argylls, chia cắt tiểu đoàn một cách gọn gàng. Bốn chiếc xe tăng này sau đó hướng đến cây cầu đường sắt. Sự xuất hiện của phần còn lại của lực lượng chính của Shimada và bộ binh của Ando ngay sau đó đã chia cắt hoàn toàn Argylls và cắt đứt chúng khỏi con đường. Argylls đã giảm xuống còn nhiều nhóm nhỏ, nhưng họ đã chiến đấu dữ dội và cố gắng trì hoãn bộ binh Nhật lâu hơn một trong hai tiểu đoàn còn lại, giữ họ cho đến khoảng 07:30 sáng. Lực lượng phía đông con đường (Đại đội C và B) dưới quyền chỉ huy của Đại tá Robertson đã chiến đấu theo cách của họ vào điền trang cao su và cố gắng đánh vào sườn quân Nhật bằng cách tiến về phía nam qua rừng vào đất liền và chia thành các nhóm nhỏ. 6 tuần sau, một số người lính này vẫn còn ở trong rừng. Đại đội A (được chỉ huy bởi Trung uý Donald Napier, hậu duệ của Tướng Anh Charles Napier), ở phía tây con đường, đã tìm cách thoát ra khỏi quân Nhật bao vây và vượt sông trước khi cây cầu đường sắt bị phá huỷ. Đại đội D, xa hơn về phía bắc so với đại đội của Napier, chịu chung số phận với nhóm Argylls của Robertson, phải phân tán vào rừng và cố gắng tiếp cận phòng tuyến của Anh. Hầu hết Đại đội D sẽ bị bắt trước khi họ có thể tiếp cận sông. Chỉ có 94 Argylls có mặt điểm danh vào ngày 8 tháng 1, gần như tất cả từ Đại đội A của Napier.

### Tội ác
Một thí dụ về sự tàn bạo của quân Nhật đã được thực hiện trong khu vực trồng cây cao su xung quanh Trolak. Trong khu vực này có một số Argyll và Hyderabad bị thương. Trung uý Ian Primrose báo cáo rằng sau khi ông tỉnh lại sau khi bị thương trong cuộc chiến, ông phát hiện ra rằng người Nhật đang chia những người bị thương thành những người nói rằng họ có thể đi lại và những người nói rằng họ không thể. Primrose quyết định anh ta có thể đi bộ, điều này thật may mắn khi những người lính Nhật tiến hành bắn và dùng lưỡi lê đâm chết những người bị thương không thể đi lại. Sau đó, những người sống sót bị buộc phải đào mộ cho người chết và sau đó được yêu cầu khiêng những người lính Nhật bị thương.

### Vị trí Lữ đoàn 28
Trước khi đến Lữ đoàn 28 Gurkha, xe tăng của Shimada đã được cung cấp một mục tiêu hoàn hảo dưới hình thức 5/14 Punjab của Trung tá Cyril Livesy Lawrence Stokes, những đang theo thứ tự hành quân (các đơn vị dài nối tiếp nhau) ở hai bên đường Trolak. Đơn vị Punjab của Stokes đang tiến lên để tăng cường cho lữ đoàn của Stewart. Chỉ huy ba xe tăng dẫn đầu của Shimada là Trung uý Sadanobu Watanabe, người dẫn đầu xe tăng của mình đi thẳng qua Punjab của Stokes, súng máy bắn vào các mục tiêu hoàn hảo được cung cấp bởi những người lính xếp hàng. Trung tá Stokes bị thương vào ngày 7 tháng 1 năm 1942 khi ông và Thiếu tá Lewis bị xe tăng tấn công khi tiến ra tiền tuyến. Trung tá Stokes chết trong tù vào ngày 15 tháng 2 năm 1942. Tiểu đoàn của ông bị thương vong nặng nề trước khi xe tăng của Watanabe tiến về phía cầu đường bộ (5/14 Punjab tập hợp 146 sĩ quan và binh lính vào ngày 8 tháng 1). Đến 08:00 sáng, các xe tăng đi đầu của Nhật Bản đã ở trong khu vực Sở chỉ huy Lữ đoàn của Selby. Lữ đoàn 28 hoàn toàn không biết chuyện gì đã xảy ra với toàn bộ lữ đoàn của Stewart và quân Nhật xé toạc chúng nhanh hơn, phân tán cả 2/2 và 2/9 Gurkha, được lan truyền xung quanh Sở chỉ huy lữ đoàn của Selby. Mặc dù họ bị thương vong nặng nề, nhiều binh sĩ từ hai tiểu đoàn này đã vượt qua được cây cầu đường sắt trước khi lực lượng chính của Nhật Bản đến vị trí của họ.
Giống như đơn vị Punjab, tiểu đoàn cuối cùng của lữ đoàn của Selby, 2/1 Gurkha dưới quyền Trung tá Jack Oswald Fulton, đang hành quân hai bên đường khi xe tăng Nhật tiếp cận họ. Tuy nhiên, lần này, đội quân hành quân của Gurkha đang quay mặt ra xa khỏi quân Nhật đang đến gần, và xe tăng của Watanabe đã bắt được họ từ phía sau: số người chết thậm chí còn cao hơn đơn vị Punjab. Một sĩ quan và 27 cấp bậc khác đã có mặt điểm danh vào ngày hôm sau. Fulton, bị thương ở vùng bụng và bị bắt làm tù binh, chết trong tù hai tháng sau đó.

### Cây cầu
Xe tăng của Shimada lúc này đã xuyên thủng cả hai lữ đoàn và tiến vào khu vực phía sau của Sư đoàn 11 Ấn Độ, hướng đến hai cây cầu. Rời khỏi cây cầu đường sắt vì Shimada và lực lượng chính của Nhật Bản sắp tới, Trung uý Watanabe hướng về cây cầu đường bộ quan trọng hơn cách đó 6 dặm. Trong cuộc tấn công này, Watanabe đã xuyên thủng pháo binh, quân y và các đơn vị hỗ trợ khác trước cầu đường bộ. Hai đại tá pháo binh Anh đã bị bất ngờ và thiệt mạng khi đang di chuyển trên đường trong cuộc tấn công chớp nhoáng này. Khi đến được cầu đường bộ lúc 08:30 sáng, Watanabe thấy nó được bảo vệ bởi một khẩu đội pháo phòng không Bofors 40 mm từ Trung đoàn Pháo binh Singapore và Hồng Kông. Mặc dù hai trong số các khẩu pháo đã cố gắng hạ nòng đủ nhanh để bắn vào xe tăng, đạn không làm hỏng vỏ giáp của xe tăng và các xạ thủ đã bỏ chạy. Watanabe đã tự mình cắt dây dẫn cháy để phá huỷ cây cầu bằng kiếm của mình. Lúc đó mới chỉ là sáng sớm và cuộc tấn công của Nhật Bản đã phân tán được toàn bộ Sư đoàn 11 Ấn Độ, khiến hầu hết những người sống sót của nó cố gắng trốn thoát qua sông Slim.
Trong phần cuối của cuộc tấn công giống như Blitzkrieg dài 25 km (16 dặm) này, Watanabe, hiện đang kiểm soát cầu đường bộ, đã gửi một lực lượng gồm 3 xe tăng dưới quyền chỉ huy của Thiếu uý Toichero Sato để khám phá phía bên kia sông. Sato đã đi được 4 km (3 dặm) trước khi chạm trán với nhiều pháo binh Anh hơn, với hai khẩu lựu pháo 4.5 inch từ Trung đoàn Pháo Dã chiến, RA. Xe tăng của Sato đã nổ phát súng đầu tiên, lật nó và chặn đường. Các xạ thủ từ khẩu pháo thứ hai đã cố gắng hạ nòng súng kịp thời để bắn vào xe tăng ở cự ly trống. Xe tăng của Sato bị bắn trúng và phá huỷ, giết chết anh ta, và buộc hai chiếc xe tăng khác trong lực lượng của anh ta phải rút lui trở lại cây cầu.

## Kết quả
Dường như ngay cả một số người Anh, những người đã phải chịu đựng rất nặng nề trong trận chiến này, cũng bị ấn tượng bởi cuộc tấn công. Trung tá Arthur Harrison, một chỉ huy pháo binh Anh đã thoát chết trong gang tấc khi bị xe tăng của Shimada tấn công, nhận xét với sự ngưỡng mộ rất rõ ràng;
| “ | Không để ý nguy hiểm và sự cô lập của họ, họ đã phá vỡ sự chia cắt: họ đã chiếm được Cầu Slim bằng quyết tâm liều lĩnh và dũng cảm của họ. | ” |

Trung tá Stewart, khi viết thư cho nhà sử học sau chiến tranh, đã nói về trận chiến;
| “ | Tôi bị chỉ trích đúng đắn vì vị trí của Sở chỉ huy Lữ đoàn, và vì không sử dụng Pháo binh Dã chiến trong vai trò chống tăng... Đó không phải là lý do, nhưng tôi chưa bao giờ tham gia vào một cuộc tập trận thể hiện sự phối hợp phòng thủ chống tăng hoặc kiểu tấn công này. Việc sử dụng xe tăng trên đường vào ban đêm là một bất ngờ. | ” |

Sư đoàn Bộ binh 11 Ấn Độ đã hứng chịu thương vong lớn, mặc dù một số cuối cùng sẽ quay trở lại để tham vào cuộc chiến vì Singapore, nhiều người khác vẫn sẽ ở trong rừng sau khi đầu hàng. Một số lượng lớn người sống sót này sẽ bị bắt nhưng một số ít, như Trung tá Lindsay Robertson (người có quan điểm mạnh mẽ về việc đầu hàng) và nhóm Argylls của ông đã cố gắng tránh bị bắt, nhưng không thể theo kịp trước sự tiến quân nhanh chóng của người Nhật. Robertson bị giết vào ngày 20 tháng 1 năm 1942. Những người sống sót còn lại từ hai lữ đoàn nằm rải rác trên khắp bán đảo Mã Lai. Một số lượng lớn Argylls vẫn còn sống trong rừng vào tháng 8 năm 1945. Một hạ sĩ quan Gurkha, Naik Nakam, được tìm thấy trong Tình trạng khẩn cấp Mã Lai vào tháng 10 năm 1949, ông đã sống trong rừng từ năm 1942. Lữ đoàn 12 Ấn Độ thực tế đã không còn tồn tại và Lữ đoàn 28 chỉ còn là cái bóng.
Lữ đoàn 12 của Stewart có thể tập hợp không quá 430 sĩ quan và binh lính, với 94 sĩ quan và binh lính từ Argylls. Lữ đoàn của Selby khá hơn một chút với 750 người đã có mặt điểm danh vào ngày hôm sau. Tổng cộng, Sư đoàn 11 mất khoảng 3,200 quân và một lượng lớn trang thiết bị không thể thay thế. Người Nhật đã cố gắng tấn công thông qua một sư đoàn dọc theo 19 dặm và đánh chiếm 2 cây cầu với thương vong tối thiểu cho tất cả trước giờ ăn trưa. Tướng Wavell, sau khi gặp những người sống sót sau trận chiến, đã kinh hoàng trước tình trạng của họ và ra lệnh cho Sư đoàn 11 Ấn Độ rời khỏi tiền tuyến. Thất bại này đối với người Anh cho phép người Nhật đánh chiếm Kuala Lumpur mà không gặp phải sức kháng cự nào, Wavell ra lệnh cho Percival rút về miền Nam Mã Lai, từ bỏ miền Trung Mã Lai, và sau đó cho phép Sư đoàn 8 Úc có cơ hội chứng tỏ mình chống lại quân Nhật.
Sư tàn phá gây ra bởi trận chiến ngắn ngủi này cũng dẫn đến việc Trung tướng Arthur Percival  thay đổi chiến thuật của mình về các vị trí chuẩn bị phòng thủ và ra lệnh rút lui nhanh chóng về phía nam, nơi một cuộc phục kích sẽ được chuẩn bị tại cầu Gemensah được thực hiện bởi người Úc.